# 中馬庚
中馬 庚（ちゅうまん かなえ / ちゅうま かのえ、1870年3月10日〈明治3年2月9日〉- 1932年3月21日）は、日本の教育者、元野球選手。
アメリカ伝来のスポーツである「Baseball（ベースボール）」を「野球（やきゅう）」と訳した最初の人物として著名となった。また「ショート・ストップは戦列で時期を見て待機し、動き回ってあちこちを固める“遊軍”のようだ」と説き、「遊撃手（ゆうげきしゅ）」という名称が広まった。1970年に野球殿堂入り（特別表彰）。

## 来歴・人物
薩摩国鹿児島城下西千石馬場町（現：鹿児島県鹿児島市西千石町）出身。幼名は康四郎。旧姓は今藤で、今藤家の三男として生まれた。4歳の時、母方の中馬家に養子に入った。多くの書籍では「ちゅうま・かのえ」という読み仮名が用いられているが、中馬の評伝を執筆した城井睦夫などは、「ちゅうまん・かなえ」という読み方がより正確である可能性を主張している。
1887年（明治20年）3月に三州義塾を卒業、翌年9月に第一高等中学校に進学した。同校では二塁手として活躍した。1893年（明治26年）、第一高等中学校を卒業する際に出版する「ベースボール部史」執筆を依頼されたが、その際にベースボールを何と訳するかという問題にあたることになった。当時は、この球技は一般的にベースボールと呼ばれており、訳語を使う必要がある場合には「底球」などとしていた。しかし、これでは「庭球」（テニス）と紛らわしく、新しい訳語を考える必要があった。
翌1894年（明治27年）の秋、「Ball in the field」という言葉を元に「野球」という訳語を発案し、テニスは庭でするので「庭球」、ベースボールは野原でするので「野球」と説明した。1894年（明治27年）10月刊行の『第一高等学校野球部史』で、初めてベースボールを「野球」と訳して発表した。なお、この4年前、野球好きであった正岡子規は自身の俳号として、幼名の「升（のぼる）」とかけ「野球（のぼーる）」を使用していた。その後、中馬は東京帝国大学に進学している。
1897年（明治30年）5月、中馬は一般向けの野球専門書『野球』を出版し、「ベースボール」の訳語として「野球」が一般に登場した。しかし、雑誌や新聞で「野球」という言葉が定着するのは、刊行から5年ほど後のことになった。同書は日本初の野球専門書である。同年7月に同大学史学科を卒業後、兵役を経て鹿児島に戻り、1899年（明治32年）1月、鹿児島第一尋常中学校（現：鹿児島県立鶴丸高等学校）に着任。同年4月、尋常中学造士館（のちの第七高等学校造士館）教諭。
1906年（明治39年）鹿児島第二中学校教頭となる。その後、1909年（明治42年）7月に新潟県糸魚川中学校、1912年（同45年）1月に新潟中学校、同年10月に秋田県大館中学校、1914年（大正3年）12月に徳島県脇町中学校の校長を歴任。1917年（大正6年）2月に同校を退職した後、1918年（大正7年）から浪速銀行（後の1920年に十五銀行に吸収合併される）に勤め、1925年（同14年）に定年退職した。晩年は大阪府豊中市で釣り堀を経営したという。1932年（昭和7年）3月21日死去。62歳没。
1970年（昭和45年）、特別表彰という形で野球殿堂入りした。彼のレリーフには以下の顕彰文が刻まれている。
2020年（令和2年）3月6日、中馬庚がベースボールを「野球」と和訳して125周年になることを記念して、鹿児島県鴨池市民球場にて「日本野球誕生125周年中馬庚先生記念試合」と銘打たれた試合が、中馬所縁の東京大学と鹿児島大学の対戦で行われ、2対0で東京大学が勝利した。ただし、この試合は、この年世界的に流行していた新型コロナウイルス感染症の拡大を警戒し、無観客で行われた。

## 著作
- 中馬庚『野球』前川善兵衛、1897年7月。 NCID BA32623710。全国書誌番号:40076077。
  - 中馬庚『野球』青井鉞男 増補（増補第7版）、前川文栄堂、1901年11月。 NCID BB02377055。全国書誌番号:21375057。
  - 中馬庚 著「野球」、木村毅 編『スポーツ編』風間書房〈明治文化資料叢書 第10巻〉、1962年12月。 NCID BA31632217。全国書誌番号:51000981。
  - 中馬庚『野球』野球体育博物館 監修（復刻版）、ベースボール・マガジン社〈明治期野球名著選集〉、1980年1月。 NCID BN04973705。全国書誌番号:91039931。
- ジヨーヂ・レー『銀行と其顧客』中馬庚 訳、文雅堂、1920年4月。 NCID BA34183674。全国書誌番号:43029291。